# StAX
Streaming API for XML (StAX) es una interfaz de programación de aplicaciones (API) para leer y escribir documentos XML, originaria de la comunidad del lenguaje de programación Java.
Tradicionalmente, las APIs XML son de uno de tos dos tipos:
- basadas en DOM - todo el documento es leído en memoria como una estructura de árbol para acceso aleatorio por la aplicación llamante
- basadas en eventos - la aplicación se registra para recibir eventos según las entidades se encuentran en el documento de origen.

Ambos tienen ventajas, el primero (por ejemplo, DOM) permite acceso aleatorio al documento, el segundo (por ejemplo, SAX) requiere una pequeña huella de memoria y es típicamente mucho más rápido.
Estos dos paradigmas de acceso pueden ser considerados como polos opuestos. Una API basada en un árbol permite acceso y manipulación ilimitados y aleatorios, mientras que una API basada en eventos es un pase de 'una sola vez' a través del documento de origen.
StAX fue diseñado como un término medio entre estos dos polos opuestos. En el paradigma StAX, el punto de entrada de programación es un cursor que representa un punto dentro del documento. La aplicación mueve el cursor hacia adelante ("tirando" de la información del analizador según necesita). Esto es diferente de una API basada en eventos, como SAX, que "empuja" los datos a la aplicación (requiriendo que la aplicación mantenga el estado entre los eventos puesto que es necesario para realizar un seguimiento de la ubicación dentro del documento).

## Origen
StAX tiene sus raíces en una serie de APIs de tipo pull para XML incompatibles, más notablemente XMLPULL, los autores de la cual (Stefan Haustein y Aleksander Slominski) colaboraron con, entre otros, BEA Systems, Oracle, Sun y James Clark.

## Ejemplos
De la especificación final de la JSR-173 V1.0 (utilizada bajo el uso justo).
Cita:
La siguiente API de Java muestra los principales métodos para leer XML en el enfoque del cursor.
```
public
 
interface
 
XMLStreamReader
 
{
 

  
public
 
int
 
next
()
 
throws
 
XMLStreamException
;
 

  
public
 
boolean
 
hasNext
()
 
throws
 
XMLStreamException
;
 

  
public
 
String
 
getText
();
 

  
public
 
String
 
getLocalName
();
 

  
public
 
String
 
getNamespaceURI
();
 

  
// ...otros métodos no mostrados

}

```

La parte de escritura de la API tiene métodos que corresponden a la parte de lectura para tipos de eventos “StartElement” y “EndElement”.
```
public
 
interface
 
XMLStreamWriter
 
{
 

  
public
 
void
 
writeStartElement
(
String
 
localName
)
 
throws
 
XMLStreamException
;

  
public
 
void
 
writeEndElement
()
 
throws
 
XMLStreamException
;
 

  
public
 
void
 
writeCharacters
(
String
 
text
)
 
throws
 
XMLStreamException
;
 

  
// ...otros métodos no mostrados

}

```

5.3.1 XMLStreamReader
Este ejemplo ilustra cómo crear una instancia de una fábrica de entrada, crear un lector e iterar sobre los elementos de un documento XML.
```
XMLInputFactory
 
xmlInputFactory
 
=
 
XMLInputFactory
.
newInstance
();
 

XMLStreamReader
 
xmlStreamReader
 
=
 
xmlInputFactory
.
createXMLStreamReader
(...);
 

while
 
(
xmlStreamReader
.
hasNext
())
 
{
 

    
xmlStreamReader
.
next
();
 

}

```